# دانيال هينز
دانيال هينز (بالإنجليزية: Daniel Haines)‏ هو قاضي ومحامي أمريكي، ولد في 6 يناير 1801 في نيويورك في الولايات المتحدة، وتوفي في 26 يناير 1877 في هامبورغ في الولايات المتحدة.